# Libnotes falcata
Libnotes falcata är en tvåvingeart som först beskrevs av Alexander 1935.  Libnotes falcata ingår i släktet Libnotes och familjen småharkrankar. Inga underarter finns listade i Catalogue of Life.